# Massegrav
En massegrav er en grav, der indeholder mange, oftest uidentificerede lig. Der er ingen skarp definition for, hvilket minimumsantal af lig der kræves for at en grav kan få betegnelsen massegrav.
Masse- eller fællesgrave var almindelig praksis før udviklingen af pålidelige krematoriekamre i 1873.
| Samfund | Spire Denne samfundsartikel er en spire som bør udbygges. Du er velkommen til at hjælpe Wikipedia ved at udvide den. |